# Trichlorobenzène
Le trichlorobenzène (ou TCB)  est un composé aromatique constitué d'un noyau benzénique substitué par trois atomes de chlore, de formule brute C6H3Cl3. Il existe sous la forme de trois isomères, qui diffèrent par la position relative des atomes de chlore : 1,2,3-trichlorobenzène, 1,2,4-trichlorobenzène et 1,3,5-trichlorobenzène. Ces trois isomères ont des propriétés chimiques et toxicologiques différentes. Le 1,2,3-TCB et le 1,3,5-TCB se présentent sous la forme de solides incolores, le 1,2,4-TCB d'une huile incolore.
| Trichlorobenzène   |                                                           |                                             |                                                                  |
| Nom                | 1,2,3-trichlorobenzène                                    | 1,2,4-trichlorobenzène                      | 1,3,5-trichlorobenzène                                           |
| Autre nom          | 1,2,3-TCB                                                 | 1,2,4-TCB                                   | 1,3,5-TCB                                                        |
| Représentation     |                                                           |                                             |                                                                  |
| Numéro CAS         | 87-61-6                                                   | 120-82-1                                    | 108-70-3                                                         |
| Numéro CAS         | 12002-48-1 (mélange d'isomères)                           |                                             |                                                                  |
| PubChem            | 6895                                                      | 13                                          | 7950                                                             |
| Formule brute      | C6H3Cl3                                                   | C6H3Cl3                                     | C6H3Cl3                                                          |
| Masse molaire      | 181,45 g·mol−1                                            | 181,45 g·mol−1                              | 181,45 g·mol−1                                                   |
| État               | solide                                                    | liquide                                     | solide                                                           |
| Apparence          | solide cristallin blanc, avec une légère odeur aromatique | liquide incolore, avec une odeur aromatique | solide cristallin blanc à incolore, avec une odeur de naphtalène |
| Point de fusion    | 53 °C                                                     | 17 °C                                       | 63 °C                                                            |
| Point d'ébullition | 211 °C                                                    | 213 °C                                      | 209 °C                                                           |
| Masse volumique    | 1,69 g·cm-3                                               | 1,46 g·cm-3                                 | 1,87 g·cm-3                                                      |
| Solubilité (eau)   | 16 mg·l-1 (20 °C)                                         | 35 mg·l-1 (25 °C)                           | 4,1-5,9 mg·l-1 (20 °C)                                           |
| SGH                | ,                                                         | ,                                           | ,                                                                |
| Phrase H et P      | H302 et H410                                              | H302, H315 et H410                          | H302 et H411                                                     |
| Phrase H et P      | P262 et P273                                              | P273 et P302+P352                           | P264, P270, P273, P330, P301+P312 et P501                        |